# Polar (Band)
Polar ist eine 2009 gegründete englische Hardcore-Punk-Band aus Guildford in Surrey.

## Geschichte
Die Band steht zurzeit bei Arising Empire unter Vertrag. Sie waren zuvor bei dem Label Prosthetic Records unter Vertrag.
Polar spielt typischen Hardcore mit einigen Metalcore-Elementen, seit Shadowed by Vultures sind vermehrt melodische Elemente (Black Days) zu finden, die eher dem Melodic Hardcore zuzuordnen sind. Besonders markant stechen die rohen Screams Woodfords hervor, die die Veröffentlichungen bis 2014 in besonderer Weise prägten. Mit dem Album Nova von 2019 wurde der Stil der Band als nun weicher, aber auch ernsthafter und komplexer beschrieben.
2014 tourte Polar mit Hundredth und Counterparts durch Westeuropa. 2018 war Polar mit Being as an Ocean, Northlane, Alazka, Casey, Currents und Thousand Below auf der Impericon Never Say Die! Tour in Europa unterwegs.
2019 waren Polar nach der Veröffentlichung ihres vierten Studioalbums Nova in Deutschland auf Tournee. Support erhielten sie u. a. durch die Band Tripsitter, die ihr ebenfalls im April erscheinendes Debütalbum The Other Side of Sadness vorstellten. Nach knapp vier Jahren Stille veröffentlichte die Band Anfang des Jahres 2023 ihr fünftes Album Everywhere, Everything über Arising Empire.

## Musik
Polar spielen eine melodische Variante des Hardcore Punk, welcher auf dem Debütalbum Iron Lungs als „rough“ und „chaotisch“ umschrieben wurde. Das zweite Album zeige sich vom Old-School-Hardcore beeinflusst und erinnert musikalisch an Gruppen wie Gorilla Biscuits und American Nightmare, wobei im Lied Before the Storm durch den melodischen Gesang in den Sphären des Post-Hardcore dringt. Auf dem dritten Album No Cure, No Savior verarbeiten Polar politische Themen wie etwa Obdachlosigkeit. Bereits auf diesem Album wandte sich die Band mehr dem Metalcore zu.
Auf ihrem vierten Album Nova welches 2019 veröffentlicht wurde, wandten sich die Musiker vermehrt dem Metal zu, dessen musikalische Merkmale in ihrer Musik verarbeitet wurden. Verortet wird die musikalische Kombination „irgendwo zwischen den neueren Parkway Drive, While She Sleeps und Devil Sold His Soul.“ Diese Entwicklung wurde auf dem 2023 erschienenen Everything, Everywhere weitergeführt, sodass musikalische Ähnlichkeiten zu Architects erkannt werden.
Der Gesang von Adam Woodford ist fest im Hardcore verwurzelt, klingt kraftvoll und dessen leicht kratziger Unterton weckt Erinnerungen an Jamey Jasta von Hatebreed. Dennoch wurde der Gesang Woodfords auch als „wenig abwechslungsreich“ beschrieben.

## Diskografie
- 2010: This Polar Noise (EP, Wolf at Your Door Records)
- 2012: Iron Lungs (Album, Wolf at Your Door Records)[10]
- 2013: Inspire Create Destroy (EP, In at the Deep End Records)[11][12]
- 2014: Shadowed by Vultures (Album, In at the Deep End Records)[13]
- 2016: No Cure, No Saviour (Album, Prosthetic Records)[14]
- 2019: Nova (Album, Arising Empire)
- 2023: Everywhere, Everything (Album, Arising Empire)